# Pardosa atronigra
Pardosa atronigra este o specie de păianjeni din genul Pardosa, familia Lycosidae, descrisă de Song, 1995. Conform Catalogue of Life specia Pardosa atronigra nu are subspecii cunoscute.